# Dezső Alajos
Dezső Alajos (Deutsch, Baja, 1888. szeptember 30. – New York, 1964. december 22.) magyar festőművész, grafikus, újságíró, világhírű karikaturista.

## Élete
Zsidó családban született, édesapja Deutsch Mátyás, a bajai Nemzeti Szálloda tulajdonosa, édesanyja a szekszárdi születésű Hirsch Matild volt. Nevét 1908-ban magyarosította. Középiskolai tanulmányait a Ciszterci Rend Bajai Főgimnáziumában és Budapesten, a Markó utcai gimnáziumban végezte. A Borsszem Jankó már hatodikos gimnazista korában címlapon közölte egy rajzát. Érettségi után egy évig a Képzőművészeti Főiskola hallgatója volt, ahol Ferenczy Károly, Balló Ede, Zemplényi Tivadar és Radnai Béla is tanította, majd Párizsban és Berlinben tanult.
Magyarországra hazatérve különböző élclapoknak rajzolt, több kiállítása is volt, illetve plakátokat és könyveket is illusztrált, 1912-ben Karinthy Frigyes Így írtok ti című művének ironikus íróportréit is ő készítette el, Major Henrikkel együtt. 1913-1914 fordulóján ismét Párizsba ment, ahol Henri Matisse tanítványa lett, emellett az Est és a Pesti Napló tudósítójaként is dolgozott. Közvetlenül az első világháború kitörése előtt tért vissza Magyarországra, majd a világháborúban katonaként szolgált. A háború után, a szerb megszállás időszakában Baján élt, majd végleg külföldre költözött.
Főleg Párizsban és Londonban élt, de hamarosan a különböző nemzetközi béketárgyalásokat és konferenciákat követve járta Európát. Munkáit a könnyebb ejthetőség kedvéért főleg Derso (Aloys Derso) néven szignózta. 1922-ben Lausanne-ban (más forrás szerint Berlinben) találkozott honfitársával, a győri születésű Kelen Imre grafikussal, akivel ekkor kezdődött több évtizedes közös munkájuk. A Népszövetség által szervezett konferenciákon készült, vezető politikusokat ábrázoló karikatúráik ismertté tették a két magyar grafikust, akik minden évben közös albumot adtak ki. 1934-ben Genfben és Londonban A konferenciák aranykora címmel gyűjteményes kiállítást is rendeztek Derso and Kelen szignóval ellátott rajzaikból, az utóbbi helyen Sir John Simon akkori brit külügyminiszter nyitotta meg a kiállítást. Dezső a legnevesebb francia, brit és amerikai lapoknak is dolgozott, több ízben önálló albumai is megjelentek. Külföldről is küldött rajzokat számos magyar lapnak, 1930-ban pedig a Magyar Újságrajzoló Művészek Egyesületének tagja lett.
1938 őszén Kelennel együtt elhagyták Európát, és az Egyesült Államokban telepedtek le. Tovább folytatták közös munkájukat, többek között a San Franciscó-i konferencián és az ENSZ megalakulásánál is dolgoztak. Dezső és Kelen együttműködése 1950-ig tartott, ezután Dezső New York-i hotelszobájában lakott mindinkább visszavonultan. 1964-ben, 76 éves korában hunyt el.
1977-ben Budapesten, a Magyarok Világszövetsége kezdeményezésére rendeztek kiállítást 80, külföldön élt vagy élő, magyar származású képzőművész munkáiból a Műcsarnokban, amelyen egyebek mellett Dezső és Kelen néhány munkája is szerepelt. Közös életművük egy részét a Princeton Egyetem Könyvtára őrzi New Jerseyben, emellett a Nemzeti Galéria két nagyméretű kőnyomatát őrzi, néhány korai karikatúrája pedig megtalálható a bajai Türr István Múzeum grafikai gyűjteményében.